# 毛粗丝木
毛粗丝木（学名：Gomphandra mollis）为茶茱萸科粗丝木属下的一个种。其种加词“mollis ”意为“柔软的”。